# Polynesisk råtta
Polynesisk råtta eller Stillahavsråtta (Rattus exulans) är en gnagare i släktet råttor. Det är den minsta arten från dessa medlemmar av släktet Rattus som är kulturföljare. På polynesiska heter djuret Kiore.

## Utseende
I jämförelse med andra råttor är denna art kortare och har en spetsigare nos, större öron och alltid gråbrun päls. Undersidan är lite ljusare och mer grå. Kroppslängden (utan svans) för vuxna djur ligger mellan 9,1 och 14 centimeter och vikten mellan 43 och 55 gram. Själva svansen har ett mönster av många ringar och är ungefär lika långt (10 till 11,5 cm) som övriga kroppen. Arten har 2,2 till 2,3 cm långa bakfötter och 1,5 till 1,8 cm stora öron. Svansen är mörkbrun. Hos honor förekommer fyra par spenar.

## Ekologi
Stillahavsråttan finns i olika habitat som stäpper, skog och klippiga områden. Den har bra förmåga att klättra på träd och buskar, där den alltid hittar något ätbart, men den är en sämre simmare. Djuret är liksom brun- och svartråtta aktiv i skymningen och gryningen. Individerna vandrar vanligen längs stigar (nertrampad växtlighet) när de letar efter föda.
Polynesisk råtta bygger ett näste i byggnadernas tak eller i stora gräsklumpar cirka 20 cm ovanför markytan. Arten tolererar andra släktmedlemmar i samma revir.
Födan utgörs huvudsakligen av sädesväxter som korn, ris och majs samt av bland annat sockerrör, kokosnöt, kakao och ananas. Ibland äter polynesisk råtta ryggradslösa djur som insekter, spindeldjur och daggmaskar. I regioner med sockerrör kan det under skördetiden utgöra 70 procent av födans mängd.
Vanligen förekommer fyra kullar per år där honan föder cirka 4 ungar. I Nya Zeeland är honor 19 till 21 dagar dräktig och ungarna diar sin mor två till fyra veckor. Ungefär 8 till 12 månader efter födelsen blir ungarna könsmogna. Några honor har upp till 13 kullar per år. Honor kan fortplanta sig under 12 månader av hela livet.

## Vandringshistoria och utbredning
Enligt studier av råttans DNA fanns arten ursprungligen på den indonesiska ön Halmahera. Sedan infördes arten av Lapitafolket på flera andra öar som Mikronesien, Fiji, Vanuatu och Nya Zeeland. En undersökning av ben från Stillahavsråttan med C14-metoden visade att de tidigaste exemplaren på Nya Zeeland härstammar från 1280. På grund av att de måste ha fått hjälp av människan följer slutsatsen att maorierna kom tidigast vid samma tidpunkt till ögruppen. Idag finns arten i hela Sydostasien och Polynesien. Stillahavsråttan är där ett sällskapsdjur eller en matkälla.
Å andra sidan var den polynesiska råttan orsaken till större förändringar av de nämnda öarnas ekologi. Särskilt decimerades fågelpopulationen av dessa arter som ruvar på marken. Då samma fåglar blev jagade av människan dog flera arter ut. En ännu större skada orsakades av brunråttan (Rattus norvegicus) som senare blev införd av européerna.